# Roman Hruska
Roman Lee Hruska, född 16 augusti 1904 i David City, Nebraska, död 25 april 1999 i Omaha, Nebraska, var en amerikansk republikansk politiker. Han representerade delstaten Nebraska i båda kamrarna av USA:s kongress, först i representanthuset 1953-1954 och sedan i senaten 1954-1976. Han var av tjeckisk härkomst.
Hruska studerade vid Omaha University. Han fortsatte sedan med juridikstudier vid University of Chicago och Creighton University. Han inledde 1929 sin karriär som advokat i Omaha.
Hruska efterträdde 1953 Howard Buffett som kongressledamot. Han efterträdde sedan 1954 Samuel W. Reynolds som senator för Nebraska.
Hruska röstade för Civil Rights Act år 1964 som förbjöd diskriminering efter ras, hudfärg, religion, kön och nationellt ursprung. President Richard Nixon utnämnde 1970 G. Harrold Carswell till USA:s högsta domstol. Hruska var en av Carswells främsta försvarare. Då kritikerna påstod att Carswell var en medioker jurist, tyckte inte Hruska att detta var ett argument emot Carswell. Hruska menade att även medelmåttorna förtjänade representation i högsta domstolen. Hruska kritiserades hårt för talet i försvar av medelmåttigheten och nomineringen av Carswell gick inte igenom i senaten. Hruska avgick 1976 och efterträddes som senator av Edward Zorinsky.
Hruska var unitarier. Han gravsattes på Bohemian National Cemetery i Omaha.